# Nordermeldorf
Nordermeldorf ist eine Gemeinde im Kreis Dithmarschen in Schleswig-Holstein. In Nordermeldorf liegen Teile des Speicherkoogs. 

## Geografie

### Lage
Die Gemeinde liegt in der Marsch. Sie grenzt über den Speicherkoog direkt an die Nordsee und damit an den Nationalpark Schleswig-Holsteinisches Wattenmeer. Die Gemeinde liegt direkt an der Verbindungsstraße zwischen Meldorf und Wöhrden.

### Gemeindegliederung
Die Gemeinde umfasst die ehemals selbstständigen Ortsteile Barsfleth, Christianskoog und Thalingburen, sowie die Siedlungen und Höfe Auhof, Barsfleterdeich, Dehling, Kanzlei und Paradies.

### Nachbargemeinden
Nachbargemeinden sind im Uhrzeigersinn im Nordwesten beginnend die Gemeinden Warwerort, Friedrichsgabekoog, Wöhrden, Hemmingstedt und Epenwöhrden sowie die Stadt Meldorf (alle im Kreis Dithmarschen).

## Geschichte
Am 1. Januar 1974 wurden die bis dahin selbständigen Gemeinden Barsfleth, Christianskoog und Thalingburen zur neuen Gemeinde Nordermeldorf zusammengeschlossen.

## Politik

### Gemeindevertretung
Bei der Kommunalwahl am 14. Mai 2023 wurden insgesamt neun Sitze vergeben. Von diesen erhielt die Kommunale Wählervereinigung Nordermeldorf vier Sitze, die Kommunale Wählergemeinschaft Nordermeldorf drei Sitze und die Allgemeine Christianskooger Wählergemeinschaft zwei Sitze.